# Eliminacje do Mistrzostw Europy w Piłce Nożnej 2012/Grupa E
W grupie E grają następujące zespoły:
- Holandia
- Szwecja
- Finlandia
- Węgry
- Mołdawia
- San Marino

## Tabela
| Zespół     | Pkt | M  | W | R | P  | Br+ | Br− | +/− |
| ---------- | --- | -- | - | - | -- | --- | --- | --- |
| Holandia   | 27  | 10 | 9 | 0 | 1  | 37  | 8   | +29 |
| Szwecja    | 24  | 10 | 8 | 0 | 2  | 31  | 11  | +20 |
| Węgry      | 19  | 10 | 6 | 1 | 3  | 22  | 14  | +8  |
| Finlandia  | 10  | 10 | 3 | 1 | 6  | 16  | 16  | 0   |
| Mołdawia   | 9   | 10 | 3 | 0 | 7  | 12  | 16  | −4  |
| San Marino | 0   | 10 | 0 | 0 | 10 | 0   | 53  | −53 |

|            | Holandia | Szwecja | Finlandia | Węgry | Mołdawia | San Marino |
| ---------- | -------- | ------- | --------- | ----- | -------- | ---------- |
| Holandia   | X        | 4:1     | 2:1       | 5:3   | 1:0      | 11:0       |
| Szwecja    | 3:2      | X       | 5:0       | 2:0   | 2:1      | 6:0        |
| Finlandia  | 0:2      | 1:2     | X         | 1:2   | 4:1      | 8:0        |
| Węgry      | 0:4      | 2:1     | 0:0       | X     | 2:1      | 8:0        |
| Mołdawia   | 0:1      | 1:4     | 2:0       | 0:2   | X        | 4:0        |
| San Marino | 0:5      | 0:5     | 0:1       | 0:3   | 0:2      | X          |

## Wyniki
| 3 września 2010 18:30 | Mołdawia · Suvorov 69' · Doroș 74' | 2:0(0:0)Raport | Finlandia | Stadion Zimbru, Kiszyniów Widzów: 10 300 Sędzia: Robert Małek |
|                       |                                    |                |           |                                                               |

| 3 września 2010 20:00 | Szwecja · Wernbloom 51', 73' | 2:0(0:0)Raport | Węgry | Råsundastadion, Solna Widzów: 32 304 Sędzia: Martin Atkinson |
|                       |                              |                |       |                                                              |

| 3 września 2010 20:45 | San Marino | 0:5(0:2)Raport | Holandia · 16' (k) Kuijt · 38', 48', 67' Huntelaar · 90' van Nistelrooy | Stadion Olimpijski, Serravalle Widzów: 4 127 Sędzia: Simon Lee Evans |
|                       |            |                |                                                                         |                                                                      |

| 7 września 2010 20:00 | Szwecja · Ibrahimović 7', 77' · D. Simoncini 12' (sam.) · A. Simoncini 25' (sam.) · Granqvist 52' · Berg 90+3' | 6:0(3:0)Raport | San Marino | Swedbank Stadion, Malmö Widzów: 21 083 Sędzia: David Mckeon |
|                       | |                |            |                                                             |

| 7 września 2010 20:30 | Węgry · Rudolf 50' · Koman 66' | 2:1(0:0)Raport | Mołdawia · 79' Suvorov | Stadion im. Ferenca Puskása, Budapeszt Widzów: 9 209 Sędzia: Libor Kovařik |
|                       |                                |                |                        |                                                                            |

| 7 września 2010 20:30 | Holandia · Huntelaar 7', 16' | 2:1(2:1)Raport | Finlandia · 18' Forssell | Feijenoord Stadion, Rotterdam Widzów: 25 000 Sędzia: Aleksiej Nikołajew |
|                       |                              |                |                          |                                                                         |

| 8 października 2010 19:00 | Węgry · Rudolf 11', 25' · Szalai 18', 28', 48' · Koman 60' · Dzsudzsák 89' · Gera 90+4' (k) | 8:0(4:0)Raport | San Marino | Stadion im. Ferenca Puskása, Budapeszt Widzów: 10 596 Sędzia: Hannes Kaasik |
|                           |                                                                                             |                |            |                                                                             |

| 8 października 2010 20:30 | Mołdawia | 0:1(0:1)Raport | Holandia · 37' Huntelaar | Stadion Zimbru, Kiszyniów Widzów: 10 500 Sędzia: Florian Meyer |
|                           |          |                |                          |                                                                |

| 12 października 2010 17:30 | Finlandia · Forssell 88' | 1:2(0:0)Raport | Węgry · 50' Szalai · 90+5' Dzsudzsák | Stadion Olimpijski, Helsinki Widzów: 18 532 Sędzia: Alan Kelly |
|                            |                          |                |                                      |                                                                |

| 12 października 2010 20:30 | Holandia · Huntelaar 4', 55' · Afellay 36', 59' | 4:1(2:0)Raport | Szwecja · 69' Granqvist | Amsterdam ArenA, Amsterdam Widzów: 46 000 Sędzia: Stéphane Lannoy |
|                            |                                                 |                |                         |                                                                   |

| 12 października 2010 20:30 | San Marino | 0:2(0:1)Raport | Mołdawia · 20' Bugaiov · 86' (k) Doroș | Stadion Olimpijski, Serravalle Widzów: 714 Sędzia: Mark Courtney |
|                            |            |                |                                        |                                                                  |

| 17 listopada 2010 17:30 | Finlandia · Väyrynen 39' · Hämäläinen 49', 67' · Forssell 51', 60', 78' · Litmanen 71' (k) · Porokara 73' | 8:0(1:0)Raport | San Marino | Stadion Olimpijski, Helsinki Widzów: 8 192 Sędzia: Radek Matejek |
|                         | |                |            |                                                                  |

| 25 marca 2011 20:30 | Węgry | 0:4(0:2)Raport | Holandia · 8' van der Vaart · 45' Afellay · 54' Kuijt · 62' van Persie | Stadion im. Ferenca Puskása, Budapeszt Widzów: 23 817 Sędzia: Carlos Velasco Carballo |
|                     |       |                |                                                                        |                                                                                       |

| 29 marca 2011 19:00 | Szwecja · Lustig 30' · Larsson 82' | 2:1(1:0)Raport | Mołdawia · 90+2' Suvorov | Råsundastadion, Solna Widzów: 25 544 Sędzia: Knut Kircher |
|                     |                                    |                |                          |                                                           |

| 29 marca 2011 20:30 | Holandia · van Persie 13' · Sneijder 61' · van Nistelrooy 73' · Kuijt 78', 81' | 5:3(1:0)Raport | Węgry · 46' Rudolf · 50', 75' Gera | Amsterdam ArenA, Amsterdam Widzów: 51 700 Sędzia: Svein Oddvar Moen |
|                     |                                                                                |                |                                    |                                                                     |

| 3 czerwca 2011 20:30 | San Marino | 0:1(0:1)Raport | Finlandia · 42' Forssell | Stadion Olimpijski, Serravalle Widzów: 1 218 Sędzia: Andrejs Sipailo |
|                      |            |                |                          |                                                                      |

| 3 czerwca 2011 21:30 | Mołdawia · Bugaiov 61' | 1:4(0:2)Raport | Szwecja · 11' Toivonen · 30', 58' Elmander · 88' Gerndt | Stadion Zimbru, Kiszyniów Widzów: 10 500 Sędzia: Andre Marriner |
|                      |                        |                |                                                         |                                                                 |

| 7 czerwca 2011 20:00 | Szwecja · Källström 11' · Ibrahimović 31', 35', 53' · Bajrami 83' | 5:0(3:0)Raport | Finlandia | Råsundastadion, Solna Widzów: 32 128 Sędzia: Antony Gautier |
|                      |                                                                   |                |           |                                                             |

| 7 czerwca 2011 20:30 | San Marino | 0:3(0:1)Raport | Węgry · 40' Liptak · 49' Szabics · 83' Koman | Stadion Olimpijski, Serravalle Widzów: 1 915 Sędzia: Pavle Radovanović |
|                      |            |                |                                              |                                                                        |

| 2 września 2011 19:45 | Węgry · Szabics 44' · Rudolf 90' | 2:1(1:0)Raport | Szwecja · 61' Wilhelmsson | Stadion im. Ferenca Puskása, Budapeszt Widzów: 23 500 Sędzia: Damir Skomina |
|                       |                                  |                |                           |                                                                             |

| 2 września 2011 17:30 | Finlandia · Hämäläinen 11', 43' · Forssell 52' (k) · Armaș (sam.) 70' | 4:1(2:0)Raport | Mołdawia · 85' Alexeev | Stadion Olimpijski, Helsinki Widzów: 9 056 Sędzia: Anastassios Kakos |
|                       |                                                                       |                |                        |                                                                      |

| 2 września 2011 20:30 | Holandia · van Persie 7', 65', 67', 79' · Sneijder 12', 88' · Heitinga 17' · Kuijt 49' · Huntelaar 56', 77' · Wijnaldum 90' | 11:0(3:0)Raport | San Marino | Philips Stadion, Eindhoven Widzów: 35 000 Sędzia: Liran Liany |
|                       | |                 |            |                                                               |

| 6 września 2011 20:00 | Finlandia | 0:2(0:1) | Holandia · 29' Strootman · 90+3' de Jong | Stadion Olimpijski, Helsinki Widzów: 21 580 Sędzia: Manuel Gräfe |
|                       |           |          |                                          |                                                                  |

| 6 września 2011 20:30 | San Marino | 0:5(0:0) | Szwecja · 64' Källström · 70', 90+3' Wilhelmsson · 81' Olsson · 89' Hysén | Stadion Olimpijski, Serravalle Widzów: 2 946 Sędzia: Steven McLean |
|                       |            |          |                                                                           |                                                                    |

| 6 września 2011 20:45 | Mołdawia | 0:2(0:1) | Węgry · 7' Vanczák · 83' Rudolf | Stadion Zimbru, Kiszyniów Widzów: 10 500 Sędzia: Ivan Bebek |
|                       |          |          |                                 |                                                             |

| 7 października 2011 18:15 | Finlandia · Toivio 73' | 1:2(0:1) | Szwecja · 8' Larsson · 52' Olsson | Stadion Olimpijski, Helsinki Widzów: 23 527 Sędzia: Mark Clattenburg |
|                           |                        |          |                                   |                                                                      |

| 7 października 2011 20:30 | Holandia · Huntelaar 40' | 1:0(1:0) | Mołdawia | Feijenoord Stadion, Rotterdam Widzów: 47 226 Sędzia: Matej Jug |
|                           |                          |          |          |                                                                |

| 11 października 2011 20:00 | Węgry | 0:0(0:0)Raport | Finlandia | Stadion im. Ferenca Puskása, Budapeszt Widzów: 25 169 Sędzia: Alberto Undiano Mallenco |
|                            |       |                |           |                                                                                        |

| 11 października 2011 20:00 | Mołdawia · Zmeu 30' · Bacciocchi 62' (sam.) · Suvorov 66' · Andronic 87' | 4:0(1:0)Raport | San Marino | Stadion Zimbru, Kiszyniów Widzów: 6 534 Sędzia: Petur Reinert |
|                            |                                                                          |                |            |                                                               |

| 11 października 2011 20:00 | Szwecja · Källström 14' · Larsson 52' (k) · Toivonen 53' | 3:2(1:1)Raport | Holandia · 23' Huntelaar · 50' Kuijt | Råsundastadion, Solna Widzów: 33 066 Sędzia: Cüneyt Çakır |
|                            |                                                          |                |                                      |                                                           |